# Border: Carnival
Border: Carnival es el segundo EP del grupo surcoreano Enhypen. Se lanzó el 26 de abril de 2021 a través de Belift Lab. Consiste en seis pistas e incluye el sencillo principal «Drunk-Dazed».

## Antecedentes y lanzamiento
El 25 de marzo de 2021, Belift Lab anunció que Enhypen realizaría su primer comeback a finales de abril.  Un tráiler titulado «Intro: The Invitation» se publicó el 5 de abril, con el que se anunció que su segundo EP Border: Carnival se lanzaría el 26 del mismo mes. Tres días después se reveló que las órdenes del disco habían superado 370 000 copias y llegaron a más de 450 000 antes de que finalmente saliera al mercado, junto con el sencillo «Drunk-Dazed». El 4 de mayo, el grupo recibió su primer premio de un programa de música en The Show, de la cadena SBS MTV, y en los días siguientes obtuvo reconocimientos en Show Champion y Music Bank. En Japón, Border: Carnival debutó en el primer puesto en la Oricon Albums Chart con más de 83 000 copias vendidas.

## Reconocimientos
| Año  | Premios                 | Categoría                     | Resultado | Ref.   |
| ---- | ----------------------- | ----------------------------- | --------- | ------ |
| 2022 | Gaon Chart Music Awards | Álbum del año – 2.º trimestre | Nominado  | [ 11 ] |
| 2022 | Seoul Music Awards      | Premio bonsang                | Ganador   | [ 12 ] |

## Lista de canciones
| N.º   | Título                  | Escritor(es)                                                                            | Productor(es) | Duración |  |
| 1.    | «Intro: The Invitation» | Wonderkid y CA$HCOW                                                                     | Wonderkid | 2:10     |  |
| 2.    | «Drunk-Dazed»           | Wonderkid, LIL 27 CLUB, "Hitman" Bang, Melanie Fontana y Michel "Lindgren" Schulz       | Wonderkid y "Hitman" Bang | 3:13     |  |
| 3.    | «Fever»                 | "Hitman" Bang, Wonderkid, January 8th, CA$HCOW, danke, Cazzi Opeia y Alexander Karlsson | Wonderkid y Ca$hcow | 2:52     |  |
| 4.    | «Not for Sale»          | Sermstyle, "Hitman" Bang, Jake Torrey, danke, Kang Eunjeong y Wyatt Sanders             | Sermstyle y Wyatt Sanders | 3:01     |  |
| 5.    | «Mixed Up»              | 별안간                                                                                  | Shin Kung, Wonderkid, Jo Yoonkyung, Denzil "DR" Remedios, January 8th, Lee Seuran, Kang Eunjeong, Wyatt Sanders, Yi Yijin, Cazzi Opeia y Alexander Karlsson | 3:03     |  |
| 6.    | «Outro: The Wormhole»   | Wonderkid                                                                               | Wonderkid | 1:34     |  |
| 15:54 |                         |                                                                                         | |          |  |

## Posicionamiento en listas
| Lista (2021)                            | Mejor posición                   | Mejor posición |
| --------------------------------------- | -------------------------------- | -------------- |
| Lista (2021)                            | Corea del Sur (Gaon Album Chart) | 1              |
| Estados Unidos (Billboard 200)          | 18                               |                |
| Estados Unidos (Billboard World Albums) | 1                                |                |
| Japón (Billboard Japan Hot Albums)      | 1                                |                |
| Japón (Oricon)                          | 1                                |                |

| Corea del Sur (Gaon Album Chart) | 15 |

## Certificaciones y ventas
| País (organismo certificador) | Certificación | Unidades certificadas/Ventas |         |
| ----------------------------- | ------------- | ---------------------------- | ------- |
| País (organismo certificador) | Corea (KMCA)  | 3× Platino                   | 788 451 |
| Japón (RIAJ)                  | Oro           | 100 000                      |         |